# EVS Toulouse
EVS Toulouse (ex OpenCube Technologies) est une S.A.S. française basée à Toulouse et filiale de la société belge EVS Broadcast Equipment.
Fondée en août 2003, OpenCube Technologies est une société qui propose des solutions pour l'industrie de la télévision et du cinéma. À la croisée des domaines informatique et vidéo, OpenCube Technologies assure la mise en place de workflows audiovisuels basés sur les standards MXF et TVHD.
En avril 2010, OpenCube est rachetée par le groupe EVS Broadcast Equipment,. 
La société a été primée en 2008 au SATIS (salon international de l'audiovisuel de Paris) pour son produit P2SoftHD.
Ses clients sont notamment Airbus, MTV ou 20th Century Fox.
Depuis la prise de participation du groupe belge, la société porte le nom de Evs Toulouse